# Telchinen
Telchinen (altgriechisch Τελχῖνες Telchínes) ist die Bezeichnung eines mythologischen vorgriechischen Urvolkes der Ägäis. In lokalhistorischen Traditionen sind sie die Ureinwohner der Inseln Rhodos, Kreta, Zypern und Keos. Auf dem griechischen Festland ist der Name in Verbindung mit einzelnen Orten, wie Teumessos (bei Theben), Delphi und Sikyon, bezeugt. Nach einer in der Antike vertretenen Etymologie leitet sich der Name der Telchinen von ϑέλγειν thélgein, deutsch ‚bezaubern‘ ab.

## Mythologie
In der griechischen Mythologie werden die Telchinen als kunstfertige Schmiede (Anfertigung des Dreizacks für Poseidon), Errichter der ersten Götterbilder und Erfinder nützlicher Dinge (z. B. der Mühle) dargestellt. Sie stehen einerseits im Dienst des Hephaistos, andererseits werden ihnen der böse Blick und Zauberkunst nachgesagt, die sie auch aus Neid und Bosheit einsetzen. So vermögen sie das Wetter zu beeinflussen, die Vegetation zu verderben und sich in ihrer Gestalt zu verwandeln.
Nach Diodor sollen die Telchinen Söhne der Thalassa (des Meeres) sein. Er erwähnt die Fabel, dass sie gemeinsam mit Kaphira, der Tochter des Okeanos, den ihnen von Rhea anvertrauten Poseidon erzogen. Bakchylides bezeichnete die vier namentlich bekannten Telchinen Aktaios, Megalesios, Ormenos und Lykos als Söhne der Nemesis und des Tartaros, andere als Söhne von Gaia und Pontos (Fragment 52).
Strabon berichtet, die Insel Rhodos habe vordem Telchinis geheißen „nach den die Insel bewohnenden Telchinen, welche einige für Behexer und Zauberer erklären, die Tiere und Gewächse, um sie zu verderben, mit Wasser des Styx besprengten. Andere im Gegenteil sagen, sie wären als ausgezeichnete Künstler von den Kunstfeinden beneidet worden und in solche üble Nachrede geraten“.

## Neuzeitliche Rezeption
Johann Wolfgang von Goethe lässt die Telchinen in der Klassischen Walpurgisnacht in Faust II als auf Hippokampen reitende Schmiede von Neptuns Dreizack und Verehrer der Mondgöttin Luna auftreten.